# Chantes
Chantes est une commune française située dans le département de la Haute-Saône, la région culturelle et historique de Franche-Comté et la région administrative Bourgogne-Franche-Comté.

## Géographie
Le village, construit dans un méandre de la Saône, comportait environ 450 âmes aux XVIIIe et XIXe siècles.

### Climat
Pour des articles plus généraux, voir Climat de la Bourgogne-Franche-Comté et Climat de la Haute-Saône.
En 2010, le climat de la commune est de type climat des marges montargnardes, selon une étude du Centre national de la recherche scientifique s'appuyant sur une série de données couvrant la période 1971-2000. En 2020, Météo-France publie une typologie des climats de la France métropolitaine dans laquelle la commune est exposée à un climat semi-continental et est dans la région climatique  Lorraine, plateau de Langres, Morvan, caractérisée par un hiver rude (1,5 °C), des vents modérés et des brouillards fréquents en automne et hiver. 
Pour la période 1971-2000, la température annuelle moyenne est de 10,2 °C, avec une amplitude thermique annuelle de 17,4 °C. Le cumul annuel moyen de précipitations est de 953 mm, avec 13,3 jours de précipitations en janvier et 9,3 jours en juillet. Pour la période 1991-2020, la température moyenne annuelle observée sur la station météorologique de Météo-France la plus proche, « Combeaufontaine », sur la commune de Combeaufontaine à 9 km à vol d'oiseau, est de 10,7 °C et le cumul annuel moyen de précipitations est de 1 044,0 mm. 
La température maximale relevée sur cette station est de 41 °C, atteinte le 25 juillet 2019 ; la température minimale est de −26 °C, atteinte le 6 janvier 1985,,. 
Les paramètres climatiques de la commune ont été estimés pour le milieu du siècle (2041-2070) selon différents scénarios d'émission de gaz à effet de serre à partir des nouvelles projections climatiques de référence DRIAS-2020. Ils sont consultables sur un site dédié publié par Météo-France en novembre 2022.

## Urbanisme

### Typologie
Au 1er janvier 2024, Chantes est catégorisée commune rurale à habitat dispersé, selon la nouvelle grille communale de densité à sept niveaux définie par l'Insee en 2022.
Elle est située hors unité urbaine. Par ailleurs la commune fait partie de l'aire d'attraction de Vesoul, dont elle est une commune de la couronne,. Cette aire, qui regroupe 158 communes, est catégorisée dans les aires de 50 000 à moins de 200 000 habitants,.

### Occupation des sols
L'occupation des sols de la commune, telle qu'elle ressort de la base de données européenne d’occupation biophysique des sols Corine Land Cover (CLC), est marquée par l'importance des territoires agricoles (73,4 % en 2018), une proportion sensiblement équivalente à celle de 1990 (72,7 %). La répartition détaillée en 2018 est la suivante : 
prairies (39,4 %), terres arables (34 %), forêts (21,8 %), zones urbanisées (3,9 %), milieux à végétation arbustive et/ou herbacée (0,9 %). L'évolution de l’occupation des sols de la commune et de ses infrastructures peut être observée sur les différentes représentations cartographiques du territoire : la carte de Cassini (XVIIIe siècle), la carte d'état-major (1820-1866) et les cartes ou photos aériennes de l'IGN pour la période actuelle (1950 à aujourd'hui).

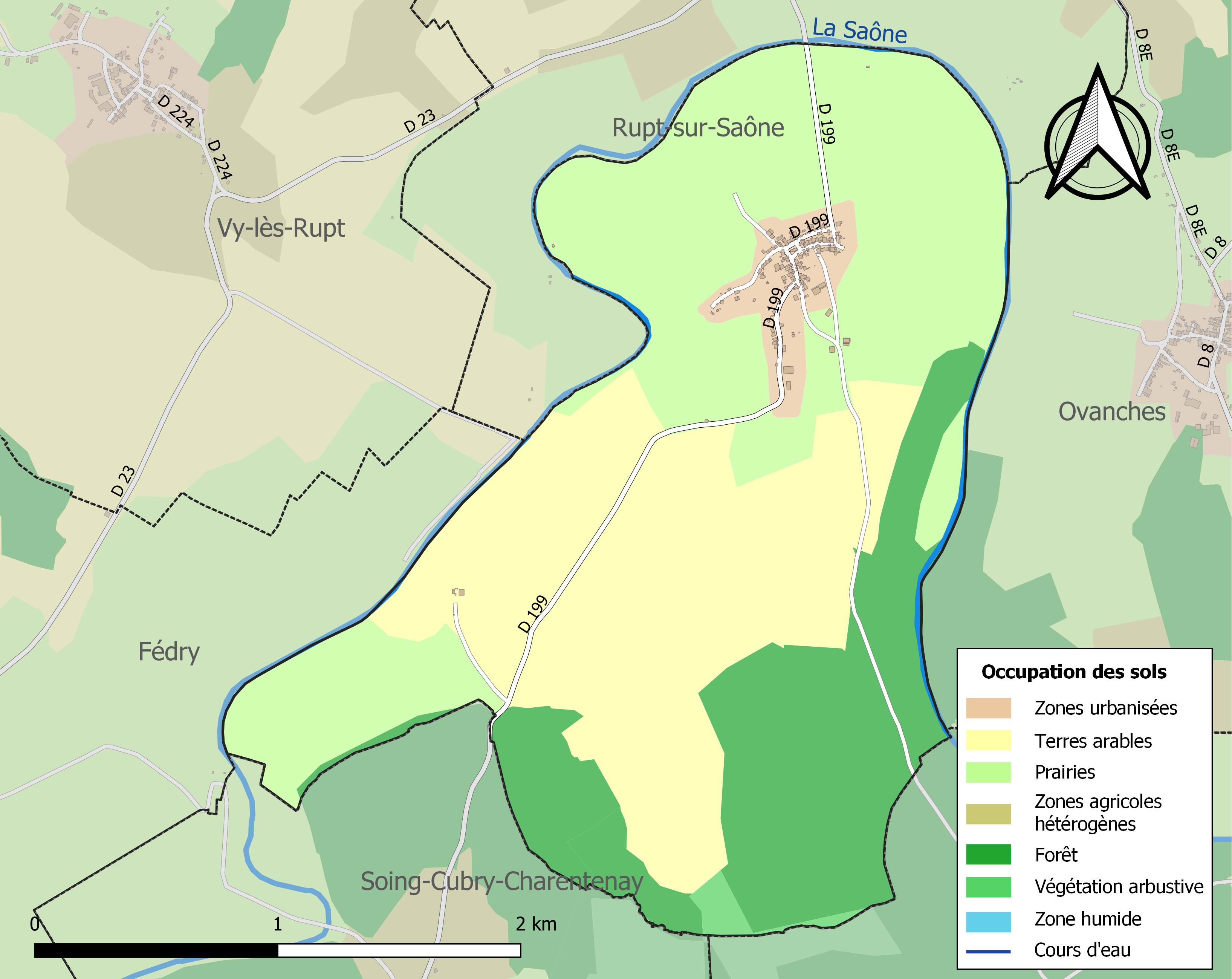
Carte des infrastructures et de l'occupation des sols de la commune en 2018 (CLC).

## Politique et administration

### Rattachements administratifs et électoraux
La commune fait partie de l'arrondissement de Vesoul du département de la Haute-Saône, en région Bourgogne-Franche-Comté. Pour l'élection des députés, elle dépend de la première circonscription de la Haute-Saône.
Elle fait partie depuis 1793 du canton de Scey-sur-Saône-et-Saint-Albin. Dans le cadre du redécoupage cantonal de 2014 en France, le territoire de ce canton s'est étendu de  17 à 46 communes.

### Intercommunalité
La commune est membre de la Communauté de communes des Combes, créée le 31 décembre 1994.

### Liste des maires
| Période                                  | Période  | Identité        | Étiquette | Qualité                                                   |
| ---------------------------------------- | -------- | --------------- | --------- | --------------------------------------------------------- |
| Les données manquantes sont à compléter. |          |                 |           |                                                           |
| mars 2001                                | mai 2020 | Simon Couturet  | DVD       | Retraité Fonction publique Réélu pour le mandat 2014-2020 |
| mai 2020                                 | En cours | Laetitia Dupont |           |                                                           |

## Démographie
L'évolution du nombre d'habitants est connue à travers les recensements de la population effectués dans la commune depuis 1793. Pour les communes de moins de 10 000 habitants, une enquête de recensement portant sur toute la population est réalisée tous les cinq ans, les populations de référence des années intermédiaires étant quant à elles estimées par interpolation ou extrapolation. Pour la commune, le premier recensement exhaustif entrant dans le cadre du nouveau dispositif a été réalisé en 2005.

En 2022, la commune comptait 107 habitants, en évolution de −10,08 % par rapport à 2016 (Haute-Saône : −1,4 %, France hors Mayotte : +2,11 %).
| 1793 | 1800 | 1806 | 1821 | 1831 | 1836 | 1841 | 1846 | 1851 |
| ---- | ---- | ---- | ---- | ---- | ---- | ---- | ---- | ---- |
| 239  | 430  | 398  | 387  | 384  | 388  | 380  | 338  | 340  |

| 1856 | 1861 | 1866 | 1872 | 1876 | 1881 | 1886 | 1891 | 1896 |
| ---- | ---- | ---- | ---- | ---- | ---- | ---- | ---- | ---- |
| 341  | 327  | 322  | 298  | 287  | 278  | 279  | 270  | 266  |

| 1901 | 1906 | 1911 | 1921 | 1926 | 1931 | 1936 | 1946 | 1954 |
| ---- | ---- | ---- | ---- | ---- | ---- | ---- | ---- | ---- |
| 244  | 236  | 223  | 190  | 186  | 206  | 180  | 164  | 166  |

| 1962 | 1968 | 1975 | 1982 | 1990 | 1999 | 2005 | 2006 | 2010 |
| ---- | ---- | ---- | ---- | ---- | ---- | ---- | ---- | ---- |
| 167  | 160  | 119  | 109  | 110  | 112  | 106  | 103  | 129  |

| 2015 | 2020 | 2022 | - | - | - | - | - | - |
| ---- | ---- | ---- | - | - | - | - | - | - |
| 121  | 106  | 107  | - | - | - | - | - | - |

## Culture locale et patrimoine

### Lieux et monuments
Seul vestige du passé, l'ancienne commanderie templière au lieu-dit La Ferme de Sale , dont la chapelle a été démolie après la Révolution (1789) et a servi de carrière. Certaines pierres de taille se retrouvent dans des maisons construites à cette époque. Aujourd'hui, le site est progressivement restauré et comporte quelques vestiges d'une fresque de l'église. Plusieurs fois dans l'année, des artisans francs-comtois exposent leurs réalisations (peinture, soie, céramique...).
L'église de Chantes fut reconstruite au XVIIIe siècle, mais elle abrite un chœur gothique du XVe siècle et une cuve baptismale du XVIe. On peut également y voir deux belles statues de saint Pantaléon et quatre grandes toiles du XVIIIe siècle.
Sur la route de Cubry, magnifique point de vue sur la vallée de la Saône, Vesoul, le plateau de Langres et les monts de Gy.

### Héraldique
| Blason de Chantes | Blason  | Parti d'argent et de gueules, à une tour donjonnée d'or ouverte du champ brochant, accostée en chef de deux croisettes de l'un en l'autre, celle à dextre pattée, celle à senestre à huit pointes (de Malte), le tout surmontant une divise d'azur mouvant à mi-flanc, ployée-nébulée d'une pièce versée et rompue en pointe brochant. |
| Blason de Chantes | Détails | La divise évoque la situation géographique de la commune dans un méandre. La tour rappelle le lieu-dit La Grande Tour. Les croix rappellent que la commune abritait une commanderie des Templiers qui échut par la suite à l'ordre de Saint-Jean de Jérusalem. Adopté le 12 juin 2021.                                                 |